# Noemí Lapzeson
Noemí Lapzeson (Buenos Aires; 28 de junio de 1940-Ginebra; 11 de enero de 2018) fue una bailarina y coreógrafa argentina. Conocida por la creación de la Compañía Vertical Danse. Vivió en Nueva York, Londres, París y residió en Ginebra donde tenía su compañía de danza y falleció.
Recibió premios como la beca de la Fundación Guggenheim de Nueva York (1999) y el Premio suizo de Coreografía (2002).

## Biografía

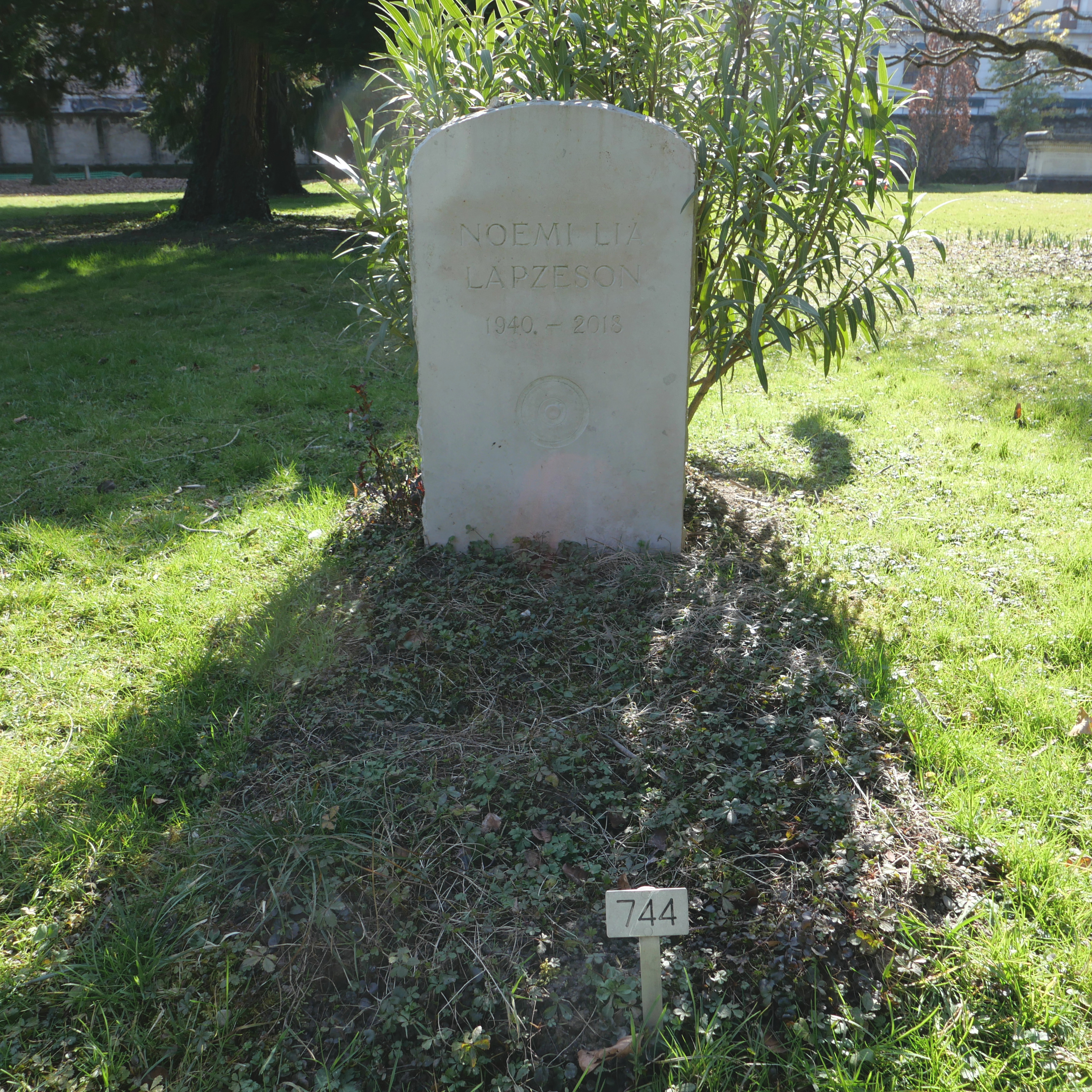
La tumba de Lapzeson

Noemí Lapsezon nació el 28 de junio de 1940 en Buenos Aires, Argentina. Su padre fue el abogado Elías Lapsezon y su madre la pionera de la física nuclear argentina, Cecilia Mossin Kotin. De pequeña estudió con el método de Émile Jaques-Dalcroze que combina ritmos musicales y corporales. A los catorce años formó parte del grupo de danza de Ana Itelman y a los 16 años se trasladó a Nueva York con una beca para estudiar en la prestigiosa Escuela Juilliard.
En 1959 se unió a la Compañía de Martha Graham donde se desempeñó durante diez años como bailarina y profesora. Allí aprendió la disciplina, la técnica y el trabajo con el cuerpo que proponía la coreógrafa. En 1967 fue invitada a Londres donde creó junto con Robin Howard y Robert Cohan la Escuela y compañía de danza contemporánea de Londres —actualmente Teatro de danza contemporánea de Londres—. Al mismo tiempo dio seminarios en Montreal, Toronto, Angers, París, Tel Aviv, Buenos Aires y Ginebra. Allí se instaló definitivamente en 1976 y dio clases al Ballet du Grand Théâtre, en el Conservatorio Popular, en el Instituto Dalcroze y en el Estudio del Grütli. Ese mismo año fundó en Ginebra la Compañía Vertical Danse. El nombre fue elegido debido a que la coreógrafa siempre hizo hincapié en la verticalidad del hombre pero también como homenaje al poeta argentino Roberto Juarroz y su Poesía Vertical.
En 1986 fundó la Association pour le danse contemporaine (ADC) junto con Philippe Albera y Jean-François Rorhbasser. Esta asociación contribuyó al crecimiento de la escena de la danza contemporánea ginebrina a través de la formación de bailarines y coreógrafos.
Lapzeson está enterrado en el Cimetière des Rois (Cementerio de los Reyes), que se considera el Panteón de Ginebra.

## Estilo
Sus coreografías se caracterizan por seguir patrones básicos y aspirar a la sencillez y la intimidad frente a la «espectacularidad». Muchos de sus trabajos están inspirados en obras literarias, míticas o filosóficas y en su creación cuenta con la colaboración de poetas, compositores y artistas plásticos. La música exterior no es el elemento fundamental de sus coreografías sino que se interesa por la «musicalidad intrínseca del movimiento». Considera a la obra como un todo coreográfico, pero también «musical, visual y lumínico».

## Obras
- Limbes, états vague (1981)
- There is another shore you know(1984)
- Lussa (1986)
- Je deviendrai Médée (1986)
- Medea, Medea (1987)
- Désir d’azur (1988)
- Tues-tu (1989)
- Monteverdi, amours baroques (1990)
- Sequenzas/Cantus Planus (1991)
- Un Instant (1992)
- Le chemin où tu marches se retire (1993)
- Trace (1994)
- Péril à parler et à se taire (1995)
- Promenades dans un jardin (1996)
- Géométrie du hasard (1998)
- Paysage vertical (2000)
- Images en mouvement (2000)
- Madrugada (2001)
- Opus 27 (2002)
- L’une était l’autre et les deux n’étaient aucune (2003)
- El Alfabeto de la tierra (2004)
- Eidos (2006)
- Passacaglia (2008)
- Piece de coeur (2009)
- Tangos ecclesiasticos (2009-2011)
- Larmes (2013)
- Madrugada (2014)
- Variations Goldberg (2015)

## Premios
- 1992: Romand para las Compañías Independientes
- 1999: Beca Guggenheim
- 2002: Suizo de Coreografía
- 2006: Cultural Leenards
- 2007: Cuadrienal de la Ciudad de Ginebra por Les Arts du Spectacle
- 2009: Diploma al mérito, coreógrafo Premio Konex